# Emma von Böhmen

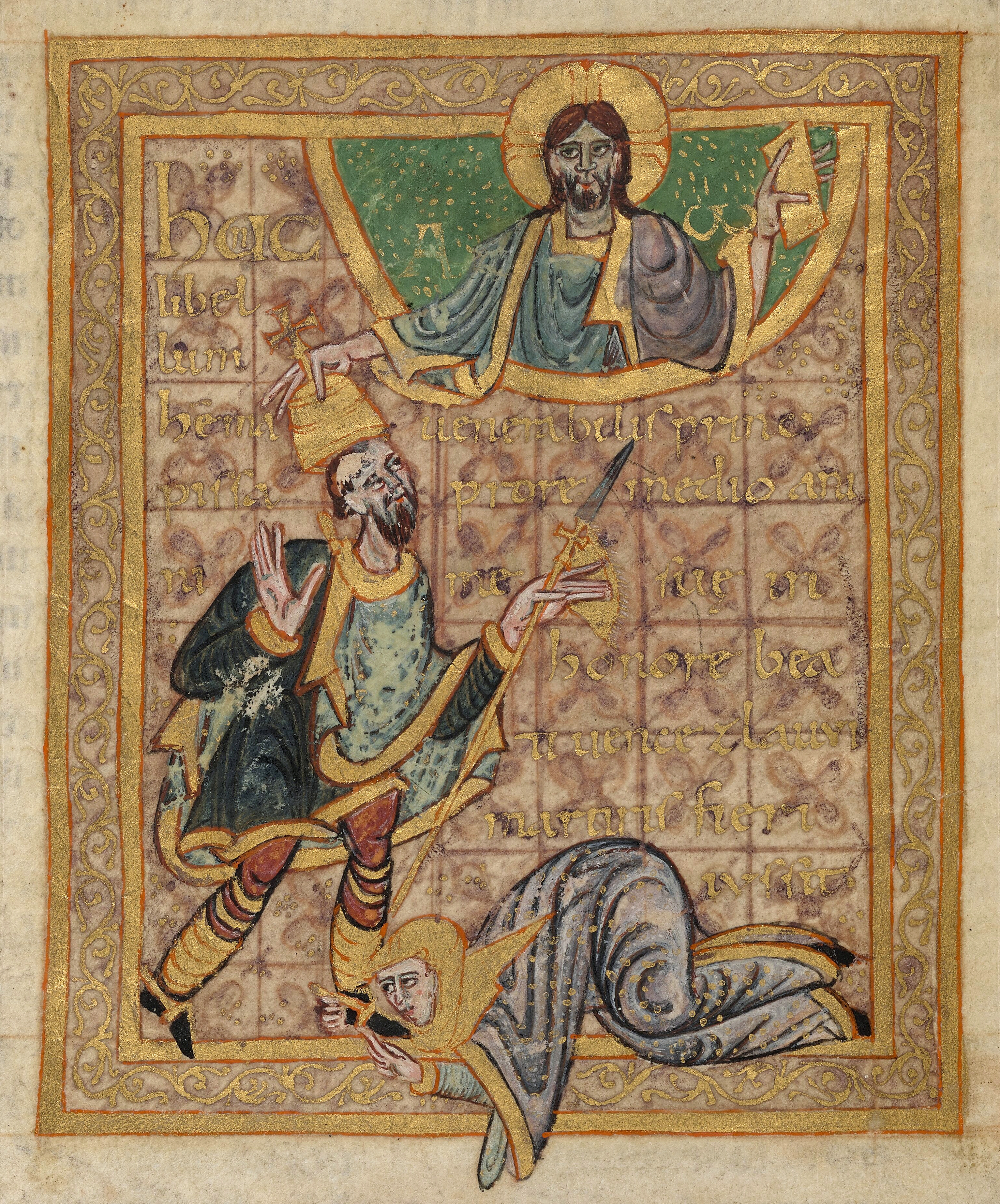
Gumpold von Mantua, Vita des hl. Wenzel. Märtyrerkrönung Wenzels; Emma verehrt den hl. Wenzel. (Wolfenbüttel, Herzog August Bibliothek, Cod. Guelf. 11.2 Aug. 4°, fol. 18v, entstanden vor 1006.)

Emma (auch Hemma) († 1005/1006) war eine böhmische Fürstin. Sie lebte bis 1002 als Ehefrau und Witwe Boleslavs II. in der Prager Burg. In den Jahren 1002 bis 1004, als Böhmen eine politische Krise und mehrere Herrscherwechsel erlebte, war sie im Exil am Hof des ostfränkischen Königs Heinrich II. Nach ihrer Rückkehr verbrachte sie noch etwa zwei Jahre auf ihrem Witwensitz in Mělník.
Emma ist eine der wenigen Persönlichkeiten, deren Namen die ältere Geschichte Böhmens überliefert. Ihre Herkunft ist umstritten; sie könnte als fürstliche Braut aus Burgund, Angelsachsen oder aus Frankreich nach Böhmen gekommen sein. Bekannt geworden ist sie durch Münzen, die sie prägen ließ, und durch eine illustrierte Handschrift der Wenzelslegende, welche in ihrem Auftrag entstand.

## Leben

### Ehefrau des Fürsten
Emma ist die einzige namentlich bekannte Ehefrau des Přemysliden Boleslav II., der 972 als Nachfolger seines Vaters Boleslav I. die Herrschaft übernahm. Die Přemysliden stiegen im Lauf des 10. Jahrhunderts zur dominierenden Kraft in Böhmen auf, die gesicherten Kenntnisse über die Fürstenfamilie sind aber vielfach lückenhaft und werden mit Hypothesen ergänzt. So erscheint es wahrscheinlich, dass Boleslav II. mehrere Frauen hatte, möglicherweise auch zur gleichen Zeit. Er zeugte vier Söhne: Thronfolger Boleslav III., den früh verstorbenen Václav, Jaromír und Oldřich. Emma soll, je nach Standpunkt der Forschung, die beiden ältesten, die beiden jüngsten, alle oder keinen der vier Söhne zur Welt gebracht haben. Dies ergibt sich aus unterschiedlichen Deutungen der wenigen schriftlichen und numismatischen Quellen und aus chronologischen Berechnungen. Zu Lebzeiten Boleslavs II. erhellt nur die um 982 entstandene Vita des Augsburger Bischofs Ulrich die Familienverhältnisse: Sie berichtet über eine Frau des Fürsten, die bei Ulrich, dem späteren Heiligen, Hilfe für ihr krankes Kind erflehte. Das Kind überlebte und der nächste Sohn bekam zum Dank den Namen Udalrich (tschechisch Oldřich). Boleslav II. sandte zum Dank fünf Pfund Silber und ein Saumtier mit einer Ladung Wachs nach Augsburg; die Mutter gab Goldmünzen dazu. Erst die Chronica Boemorum nennt eine Frau Boleslavs II. mit Namen. Im Eintrag zum Jahr 998 beschreibt sie Emma als eine Frau von edler Herkunft; ein zweites Mal wird sie zum Jahr 999 genannt, als Zeugin der Ansprache, die ihr Mann auf dem Totenbett hielt.

### Flucht und Rückkehr nach Böhmen

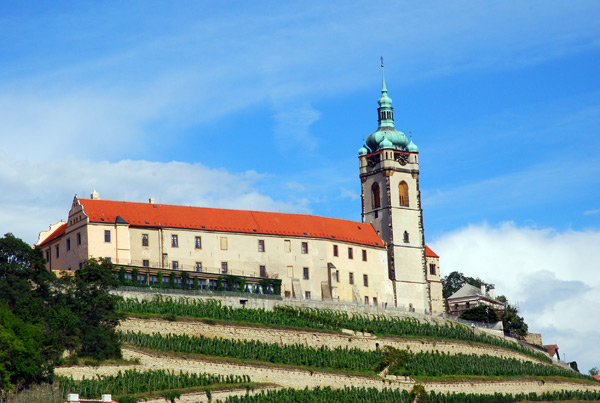
Das Schloss Mělník an Stelle der ehemaligen Burg. Seine heutige Gestalt erhielt es nach vielen Umbauten am Ende des 19. Jahrhunderts.

Der Tod Boleslavs II. 999 brachte seine Witwe in eine gefährliche Lage. Boleslav III. fürchtete offenbar die Konkurrenz der eigenen Brüder: er ließ Jaromír kastrieren, Oldřich entkam nur knapp einem Mordanschlag. Emma und die jüngeren Söhne flohen 1002 nach Regensburg, wo sie der ostfränkische König und spätere Kaiser Heinrich II. an seinem Hof aufnahm. Boleslav III. konnte sich jedoch nicht lange an der Macht halten. In den Jahren 1002 bis 1004 erlebte Böhmen mehrere Regierungswechsel. Im Januar 1003 riefen die böhmischen Großen die Fürstenfamilie aus dem Exil zurück, um Jaromír den Thron anzubieten und die Lage im Land zu stabilisieren, doch der Plan misslang. Nach wenigen Tagen marschierten die Truppen Bolesław Chrobrys in Böhmen ein. Emma musste mit den beiden jüngeren Brüdern erneut Schutz in Bayern suchen. Erst im folgenden Jahr konnte Jaromír mit militärischer Hilfe Heinrichs II. Prag erobern. Daraufhin kehrte auch Emma aus dem Exil zurück.
Die Fürstin lebte nach ihrer Rückkehr in der Burg Mělník. Den Wohnsitz hatte ihr möglicherweise Boleslav II. als Leibgedinge übertragen – die Burg war auch in späterer Zeit Witwensitz böhmischer Fürstinnen und Königinnen. Das älteste erhaltene Gebäude der Stadt, die Stiftskirche des Hl. Peter, entstand um das Jahr 1000. Emma wird deshalb als Gründerin des Stiftes in Mělník angesehen.
Sie starb etwa zwei Jahre nach ihrer Rückkehr aus Bayern an einem Fieber. Ihre Grabinschrift gab zu Beginn des 12. Jahrhunderts Cosmas von Prag wieder. Das Epitaph, in dem Cosmas die Fürstin als „Hemma, feminei sexus gemma“ (Hemma, ein Juwel des weiblichen Geschlechts) tituliert, ist die dritte und letzte Erwähnung Emmas in der Chronica Boemorum und der einzige Eintrag für das Jahr 1006. Lediglich zwei späte Handschriften der Cosmas-Chronik lassen den chronologischen Eintrag aus, womit Emmas Tod in das Jahr 1005 fiele. Dies ist jedoch unwahrscheinlich. Das Todesjahr 1006 gilt als gesichert. Das Grab ist nicht erhalten; möglicherweise befindet es sich unter den Gräbern der frühen böhmischen Fürsten in der Prager Burg.

## Hinterlassenschaft

### Emma-Regina-Münzen

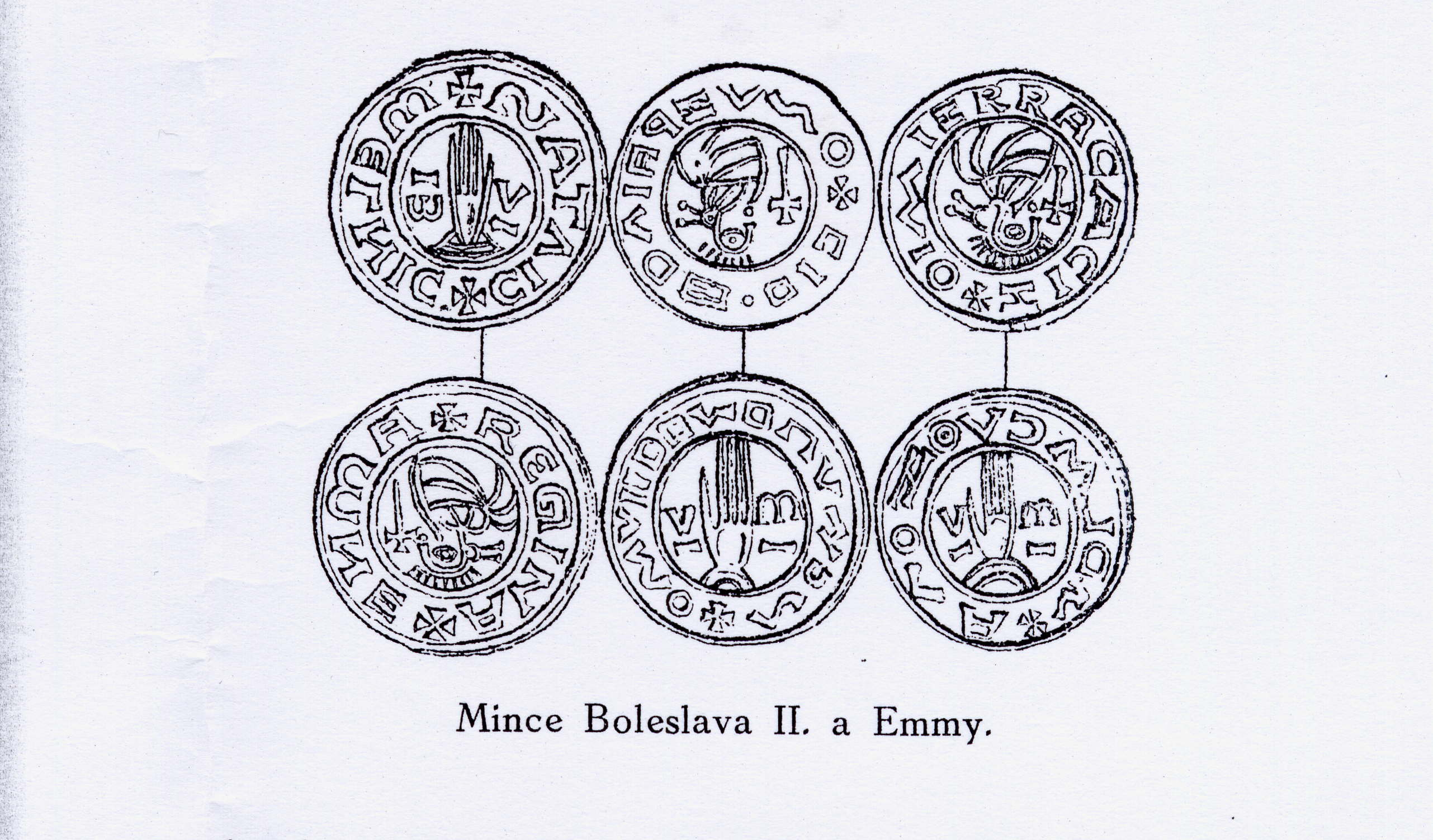
Münzen Emmas (links) und Boleslavs II. (Mitte und rechts)

Zu Emmas Wohnsitz gehörte offenbar eine der frühen Münzprägestätten in Böhmen. In den ersten Jahrzehnten böhmischer Münzproduktion – die ältesten einheimischen Münzen stammen aus der Mitte des 10. Jahrhunderts – entstanden Prägewerkstätten an wichtigen Fernhandelsplätzen, zu denen Mělník gezählt werden muss; erst in der Mitte des 11. Jahrhunderts wurde die Produktion auf Prag beschränkt und unter direkte Kontrolle des Herrschers gestellt. Etwa 100 silberne Denare mit Emmas Namen sind erhalten. Neben einigen älteren Funden ohne Herkunftsangabe gehören sie zu acht Schätzen in Böhmen, Polen und auf Gotland. Aus der Anzahl der verwendeten Prägestempel wurde ihre Gesamtzahl auf mindestens 100.000 Stück geschätzt. Die Münzen tragen auf dem Avers eine stilisierte Büste mit der Umschrift „ENMA REGINA“, auf dem Revers eine schmale Hand zwischen den Buchstaben Alpha und Omega und die Umschrift „MELNIC CIVITAS“. Der Münztyp imitiert Prägungen des angelsächsischen Königs Æthelred und ist in Böhmen des ausgehenden 10. Jahrhunderts sehr häufig. Boleslav II. und der Slavnikiden-Fürst Soběslav verwendeten für ihre Denare den gleichen Typ. Emmas Münzen können frühestens im Jahr 978, dem Regierungsantritt Aethelreds, und spätestens im Jahr ihres Todes 1006 geprägt worden sein. Die meisten Numismatiker datieren die Denare allerdings in die Zeit vor Boleslavs II. Tod. Die Emma-Regina-Münzen werden kontrovers diskutiert, denn die Aufschrift „regina“ lässt vermuten, dass sie den Titel einer Königin beanspruchen konnte. Allerdings nur auf ihren Münzen; andere Quellen nennen sie „principissa“ oder „duchissa“, also Fürstin, was ihrem tatsächlichen Rang entsprach. Ungewöhnlich ist auch, dass der Name Boleslavs fehlt. Die Denare sind ohne Zweifel in Mělník und in Emmas eigener Regie hergestellt worden. Die Prägungen dienen als Argumentationsgrundlage für die unterschiedlichen Hypothesen über Emmas Herkunft. Unstrittig ist, dass Emma die erste Fürstin des römisch-deutschen Reiches war, die Münzen mit ihrem Namen und in eigener Münzstätte prägen ließ; im mittelalterlichen Böhmen blieb sie die einzige.

### Wolfenbütteler Manuskript
Die zweite viel diskutierte Hinterlassenschaft Emmas ist ein Manuskript, das eine frühe Fassung der Wenzelslegende enthält. Zeit und Ort seiner Entstehung sind unbekannt. Der Stil deutet auf einen Zusammenhang mit einem sächsischen Skriptorium, etwa Hildesheim oder Fulda, hin. Der Kopist verwendete einen Text, den Bischof Gumpold von Mantua um 980 im Auftrag Kaiser Otto II. geschrieben hatte, und ergänzte ihn mit aufwendigen Illustrationen. Die Handschrift ist mit Goldbuchstaben, die Bilder auf Purpurgrund in goldenem Rahmen ausgeführt. Sie ist im Original in der Herzog August Bibliothek in Wolfenbüttel erhalten.
Dass der unbekannte Schreiber und Illustrator das Werk in Emmas Auftrag angefertigt hatte, geht aus dem Widmungsbild hervor. Es zeigt die Auftraggeberin, die vor dem Heiligen in Proskynese kniet, während ihm Christus die Märtyrerkrone aufsetzt. Die Widmung ist eine der wenigen schriftlichen Quellen, die Emmas Namen überliefern. Sie lautet:

„Hunc libellum Hemma venerabilis principissa pro remedio anime sue in honorem beati Vencezlaui martiris fieri iussit. (Dieses Büchlein ließ die ehrwürdige Fürstin Hemma für ihr Seelenheil zur Ehre des gesegneten Märtyrers Wenzel anfertigen)“

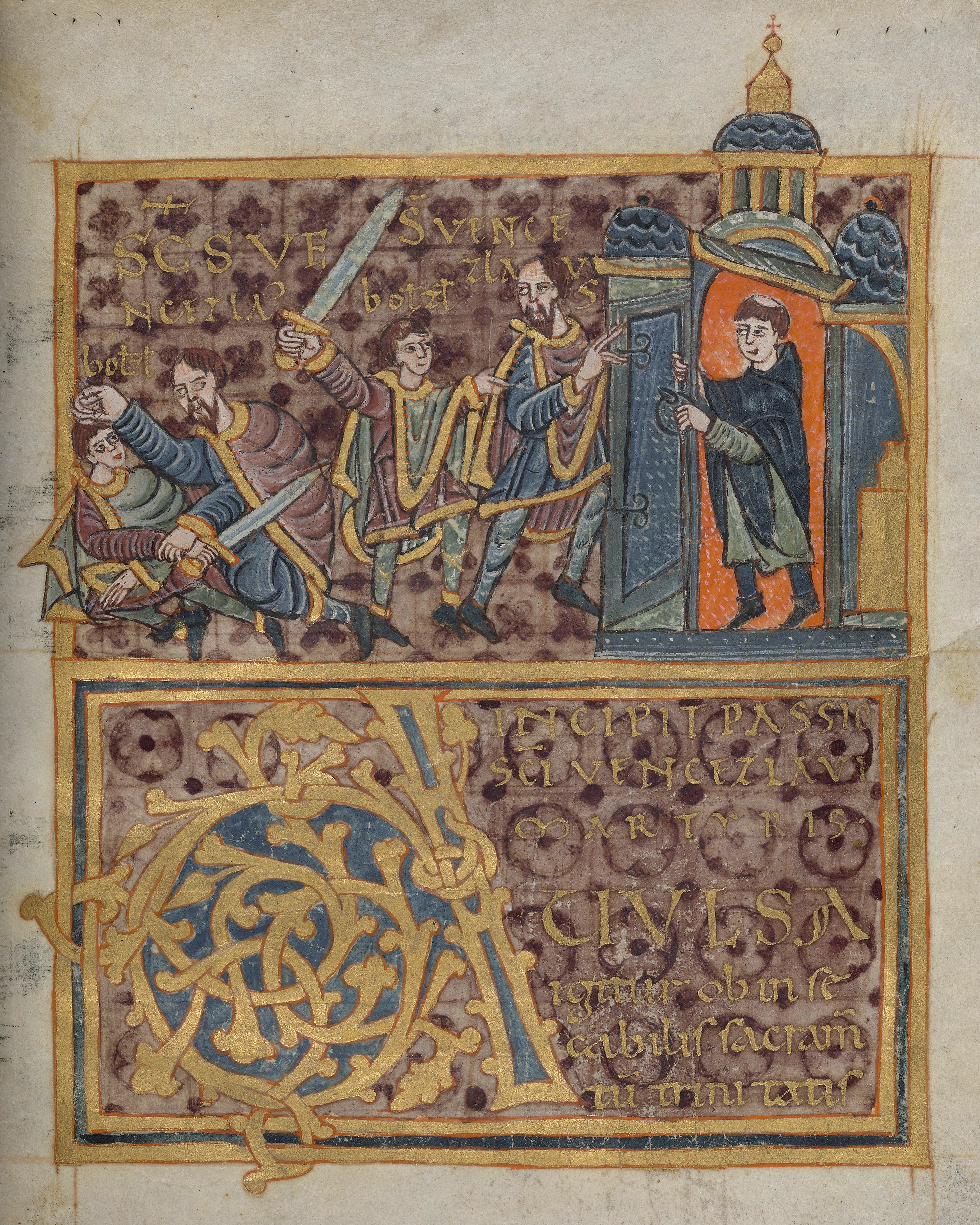
Gumpold von Mantua, Vita des hl. Wenzel. Ermordung Wenzels durch seinen Bruder Boleslav. (Wolfenbüttel, Herzog August Bibliothek, Cod. Guelf. 11.2 Aug. 4°, fol. 21r, entstanden vor 1006.)

Die Version Gumpolds ist eine der frühesten Fassungen der Wenzelsvita; als historische Quelle ist sie dennoch vergleichsweise unergiebig, da der Bischof den böhmischen Verhältnissen fernstand und inhaltlich kaum von seinen bekannten Vorgängern abwich. Warum Emma ausgerechnet diese Version wählte, bleibt unklar, zumal die Illustrationen zeigen, dass dem Schreiber auch andere Fassungen bekannt sein mussten, vor allem die etwa zeitgleich entstandene und weitaus ausführlichere  Christianslegende. Möglicherweise wollte die Auftraggeberin mit der Wahl ihre Verbundenheit mit dem Reich unter Beweis stellen. Ebenso umstritten ist der Verwendungszweck des Büchleins. Für den alltäglichen Gebrauch, etwa im Gottesdienst, war das kostbare Werk denkbar ungeeignet. Die aufwendige Aufmachung erinnert eher an ein Geschenk, dazu bestimmt, im Schatz der Fürstenfamilie aufbewahrt und nur bei besonderen Gelegenheiten vorgezeigt zu werden.

## Hypothesen zu Emmas Herkunft
Die Frage nach Emmas Abstammung beschäftigt die Forschung seit dem ausgehenden 18. Jahrhundert. Die Hypothesen lassen sich in drei Gruppen zusammenfassen: Es gibt Vertreter einer burgundischen, einer angelsächsischen und einer französischen Herkunft.
Der Piaristenmönch und Historiker Gelasius Dobner stellte 1772 als erster die These auf, sie sei vom burgundischen Königshof nach Böhmen gekommen. Als Hinweis deutete er unter anderem ihren Namen und das Exil in Bayern. Daraus schloss er, sie sei Tochter des Burgunderkönigs Konrad gewesen und habe bei ihrer Schwester Gisela, Mutter Heinrichs II., Schutz gesucht.
Dobners Schlussfolgerung blieb bis ins 20. Jahrhundert weitgehend unwidersprochen. In den 1950er Jahren entwickelte der Numismatiker Pavel Radoměrský die Hypothese einer angelsächsischen Abstammung. Einige böhmische Denare des sogenannten byzantinischen Typs, datiert in die 960er und 970er Jahre, tragen die Aufschrift „ADIVA“. Dies erinnert an den Namen der angelsächsischen Prinzessin Edgiva, einer von zwei Bräuten, die 929 an den ostfränkischen Königshof reisten. Die ältere Edgitha heiratete Otto I., den Namen von Edgivas Bräutigam überliefern die Quellen nicht. Ob sie die erste Frau Boleslavs II. wurde, ob sie seine einzige Frau war, die als Witwe den Namen Emma annahm, oder ob es eine Adiva beziehungsweise Adivea in Böhmen des 10. Jahrhunderts nie gegeben hat, ist aufgrund der Quellenlage unbeweisbar.
Eine dritte Hypothese über Emmas Abstammung entwickelte die Numismatik, als 1963 im französischen Fécamp ein Schatz mit über 8.500 Münzen gefunden wurde, von denen acht auf einer Seite die Aufschrift „EMMA REGINA“, auf der anderen „LOTHARIUS RE(X)“ tragen. Die Emma auf den französischen Münzen wurde als Emma von Italien identifiziert. Um 948 geboren, war sie seit 966 mit dem Karolinger Lothar verheiratet und Königin des Westfrankenreiches. Nach Lothars Tod 986 geriet sie in Konflikt mit seinen Nachfolgern. Ihr letztes Lebenszeichen ist ein Brief aus dem Jahr 988. Die Ähnlichkeit der böhmischen und der französischen Münzen führte zu der Annahme, dass die französische Emma in zweiter Ehe Boleslav II. geheiratet und den Rest ihres Lebens in Böhmen verbracht habe. Sie hätte demnach nicht Boleslavs Söhne zur Welt bringen können, denn diese waren um die Jahrtausendwende bereits erwachsen.
Alle drei Hypothesen stützen sich nur auf Indizien. Eine abschließende, allgemein akzeptierte Lösung ist nicht vorhanden. Einigkeit besteht lediglich darüber, dass Emma aus dem Ausland nach Böhmen kam und wahrscheinlich königlicher Herkunft war. Als eine der wenigen bekannten Frauen der frühen Přemysliden-Herrscher zieht sie auch weiterhin die Aufmerksamkeit der Historiker und Numismatiker auf sich.